# Бачка (футбольний клуб)
«Бачка» (серб. Фудбалски клуб Бачка) — сербський футбольний клуб з міста Бачка Паланка, заснований 1945 року під назвою «Єдинство». Клуб домашні матчі проводить на стадіоні Славко Малєтін Вава, що вміщає 5500 глядачів.